# Sidney (British Columbia)
Sidney ist eine Kleinstadt am nördlichen Ende der Saanich-Halbinsel, auf der Insel Vancouver Island in der kanadischen Provinz British Columbia.
Bei klarer Sicht sind auf dem amerikanischen Festland die Vulkane Mount Baker im Osten und Mount Rainier im Südosten zu sehen.
Die Zuerkennung der kommunalen Selbstverwaltung für die Gemeinde erfolgte am 30. September 1952 (incorporated als Village Municipality). Seit dem 1. Januar 1967 hat Sidney den Status einer Kleinstadt (Town Municipality).

## Lage
Die Stadt ist Teil der Metropolregion Greater Victoria, im Capital Regional District und grenzt im Nordwesten an die Gemeinde North Saanich, sowie im Süden an die Gemeinde Central Saanich. Die Kleinstadt liegt unmittelbar an der Haro-Straße, welche die Straße von Georgia und die Juan-de-Fuca-Straße verbindet.

## Demographie
Der Zensus im Jahr 2021 ergab für die Kleinstadt eine Bevölkerung von 12.318 Einwohnern, nachdem der Zensus im Jahr 2016 für die Gemeinde noch eine Bevölkerung von nur 11.672 Einwohnern ergeben hatte. Die Bevölkerung hat damit im Vergleich zum letzten Zensus im Jahr 2016 deutlich schwächer als der Trend in der Provinz um nur 5,5 % zugenommen, während der Provinzdurchschnitt bei einer Bevölkerungszunahme von 7,6 % lag. Im letzten Zensuszeitraum von 2011 bis 2016 hatte die Bevölkerung auch schon etwas unterdurchschnittlich um 4,4 % zugenommen, bei einer durchschnittlichen Bevölkerungszunahme von 5,6 % in der Provinz.
Im Rahmen des „Census 2021“ wurde für die Gemeinde ein Medianalter von 62,0 Jahren ermittelt. Das Medianalter der Provinz lag 2021 bei nur 42,8 Jahren. Das örtliche Durchschnittsalter lag bei 56,0 Jahren, bzw. bei 43,1 Jahren in der Provinz. Beim „Census 2016“ wurde für die Gemeinde noch ein Medianalter von 59,8 Jahren ermittelt und für die Provinz von 43,0 Jahren, sowie ein örtliches Durchschnittsalter von 54,6 Jahren bzw. von 42,3 Jahren in der Provinz.

## Wirtschaft
Das Durchschnittseinkommen der Beschäftigten aus Sidney lag im Jahr 2005 bei überdurchschnittlichen 28.131 C $, während es zur selben Zeit im Durchschnitt der gesamten Provinz British Columbia nur 24.867 C $ betrug. Der Einkommensunterschied zwischen Männern (36.067 C $; Provinzdurchschnitt=31.598 C $) und Frauen (23.225 C $; Provinzdurchschnitt=19.997 C $) fällt in Sidney etwa so aus, wie im Einkommensvergleich für die gesamte Provinz.
Als wichtigster Beschäftigungsbereich gilt der Handel sowie der Bereich Gesundheit und Soziales.

## Verkehr
Sidney liegt östlich am Highway 17. Westlich der Kleinstadt liegt der Flughafen Victoria International und nördlich der Fährhafen Swartz Bay Ferry Terminal. Von dem kleinen Seehafen aus verkehren u. a. die Fähren von und zum Festland (via Tsawwassen Ferry Terminal) sowie von und nach Anacortes (Washington). Da vom Fährhafen aus Anacortes angesteuert wird, ist Sidney der einzige Ort in British Columbia, der von der Washington State Ferry angelaufen wird.

## Städtepartnerschaften
Sidney pflegt Städtepartnerschaften zu folgenden Städte:
- Anacortes, Vereinigten Staaten von Amerika
- Cairns, Australien
- Niimi, Japan

## Tourismus
Die touristische Hauptattraktion des Ortes ist seine Lage an der Haro-Straße. Seine Häfen und Anleger sind der Ausgangspunkt zu den südlichen Inseln des Gulf-Islands-Nationalparks.
Die Projekte, Sidney als Bücherdorf zu profilieren, sind noch nicht allzu weit fortgeschritten. Es gibt erst zwölf Antiquariate im Ort.

## Persönlichkeiten

### Geboren in Sidney
- Skip Beckwith (1939–2019), Jazzmusiker

### Personen mit Beziehung zur Stadt
- Susan Musgrave (* 1969), Poetin und Kinderbuchautorin die hier zeitweise lebt